# Abdullah Al-Mutairi
Abdullah Mujed Al-Shalahi Al-Mutairi (Ciudad de Kuwait, Kuwait, 18 de diciembre de 1981) es un entrenador de fútbol kuwaití. Actualmente dirige a la selección de Sri Lanka.

## Trayectoria
Al-Mutairi comenzó su carrera como entrenador en 2013, dirigiendo las categorías inferiores (sub-13 a sub-15) de varios clubes kuwaitíes. En 2015, se convirtió en el primer entrenador kuwaití en exportar al extranjero al incorporarse al Radwa Club de Arabia Saudita. Después de una temporada convincente, no respondió a las ofertas para renovar su contrato y se unió al Qaryat Al Ulya Club a pesar de las ofertas de clubes más exclusivos.
En junio de 2017, tras unos meses sin club, fue confirmado para entrenar a la selección sub-13 de Kirguistán. El 11 de agosto, fue nombrado a cargo de la selección sub-17 para la clasificación para el Campeonato Sub-16 de la AFC 2018. En dicha competencia, el equipo terminó en tercer lugar de su grupo detrás de Irán y Afganistán. Más tarde, se incorporó a la selección absoluta como asistente técnica y formó parte de la clasificación histórica para la Copa Asiática 2019. Durante los primeros meses del 2019, se hizo cargo del equipo filial del Al-Shahaniya con el que acabó en quinta posición en la Liga Qatargas sub-23.
El 4 de abril de 2021, fue nombrado entrenador de la selección de Nepal. No obstante, después de sólo tres meses y medio, el 25 de julio, amenazó con presentar su renuncia al cargo después de citar un estrés mental y mal trato por parte de los dirigentes de la Asociación. Sin embargo, permaneció en su puesto hasta el 11 de septiembre de 2022 cuando decidió dejar su lugar luego de quedar afuera en la clasificación para la Copa Asiática 2023.
En abril de 2023, asumió al frente de la selección de Afganistán. En su primer encuentro al frente, ordenó abandonar el campo de juego después del primer gol de Kirguistán en el minuto 97 durante la Copa de Naciones CAFA 2023. Asimismo, su comportamiento errático continuó en un partido amistoso contra Bangladés, cuando fue expulsado después de una pelea con el asistente técnico del equipo rival. Finalmente, su etapa como entrenador del seleccionado asiático terminó el 18 de octubre.
Luego de un pequeño paso por el Al-Jahra, fue anunciado como entrenador interino de la selección de Sri Lanka en agosto de 2024. El 4 de noviembre, fue ratificado en su cargo después de las buenas actuaciones en la clasificación para la Copa Asiática 2027.

## Clubes

### Como entrenador
| Club                           | País           | Año           |
| ------------------------------ | -------------- | ------------- |
| Radwa Club                     | Arabia Saudita | 2015-2016     |
| Qaryat Al Ulya Club            | Arabia Saudita | 2016          |
| Selección sub-17 de Kirguistán | Kirguistán     | 2016          |
| Al-Shahaniya (sub-23)          | Catar          | 2019          |
| Selección de Nepal             | Nepal          | 2021-2022     |
| Selección de Afganistán        | Afganistán     | 2023          |
| Al-Jahra                       | Kuwait         | 2023-2024     |
| Selección de Sri Lanka         | Sri Lanka      | 2024-presente |